# Krameria cytisoides
Krameria cystoides es un arbusto perenne de la familia Krameriaceae. La acción biológica de los miembros del género es causada por el astringente ácido rataniatánico, que es similar al ácido tánico. Los miembros de Krameria se encuentran en América, la mayoría nativos de las regiones tropicales. Un ejemplo de ocurrencia es en el cerro La Campana del centro de Chile, donde se encuentra asociado con la palma de vino de Chile, Jubaea chilensis. Son arbustos perennes que actúan como parásitos de las raíces de otras plantas. Las flores tienen glándulas llamadas elaióforos que producen un lípido que recolectan las abejas del género Centris cuando polinizan las flores.